# Agnana Calabra
Agnana Calabra ist eine italienische Gemeinde mit 456 Einwohnern (Stand 31. Dezember 2023), die zur Metropolitanstadt Reggio Calabria in Kalabrien gehört.

## Lage und Daten
Agnana Calabra liegt auf einem Hügel an der nordöstlichen Seite des Aspromonte, 96 km nordöstlich von Reggio Calabria. Die Nachbargemeinden sind Canolo, Gerace, Mammola und Siderno.

## Sehenswürdigkeiten
Sehenswert ist die Pfarrkirche im Ort. In Agnana Calabra gibt es schwefel, chlor- und eisenhaltige Quellen.